# Ryńsk
Ryńsk – wieś w Polsce położona w województwie kujawsko-pomorskim, w powiecie wąbrzeskim, w gminie Ryńsk.
Do 1954 roku miejscowość była siedzibą gminy Ryńsk. W latach 1975–1998 miejscowość administracyjnie należała do województwa toruńskiego. Według Narodowego Spisu Powszechnego (III 2011 r.) liczyła 746 mieszkańców. Jest drugą co do wielkości miejscowością gminy Ryńsk.

## Historia
Po podziale Królestwa Polskiego przez Bolesława Krzywoustego ziemie na których leży Ryńsk weszły w skład Księstwa Mazowieckiego. W 1228 roku piastowski książę Konrad Mazowiecki nadał w lenno Ziemię Chełmińską Zakonowi Krzyżackiemu. Po raz pierwszy miejscowość była wzmiankowana w 1341 roku gdy dokonano nadań na rzecz sołtysa Jana. W 1414 roku wieś jest wymieniona przez Krzyżaków w Księdze Strat wojennych, ponieważ wieś spłonęła podczas walk z Królestwem Polskim.
W dokumencie z roku 1408 wzmiankowany jest Jan z Ryńska (Hans von Renis, nazywany także Hanus von Polkaw), który wraz z bratem, Mikołajem z Ryńska, chorążym chełmińskim, należał do założycieli Związku Jaszczurczego.
W roku 1526 król Polski Zygmunt I Stary przekazał wieś Jerzemu i Konradowi Plemięckim. W 1766 roku wieś należała do Marianny Wilksyckiej, a od roku 1800 do Jakuba Wilksyckiego. W latach 1807–1815 Ryńsk wchodził w skład Księstwa Warszawskiego. W 1872 roku właścicielem wsi stał się hr. Artur Sumiński.
Urodził się tu Aleksander Lewandowski – żołnierz Wojska Polskiego, cichociemny.

## Zabytki
- kościół pw. Świętego Wawrzyńca, z 1. połowy XIV w., w stylu gotyckim i renesansowym, parafialny. Korpus kościoła przebudowany został w 1608 roku z fundacji Fabiana Plemięckiego oraz odnowiony w 1648 r. kosztem Jana Działyńskiego. W świątyni zachował się wystrój z XVII-XVIII w.
- Dwór – w XVII wieku należał do rodziny Działyńskich. Rozbudowano go na przełomie XVIII i XIX wieku. Po 1945 roku został przebudowany na szkołę. Obok pałacu znajdują się dwie klasycystyczne oficyny wybudowane około 1800 roku. Wokół rozciąga się park z tablicą pamiątkową poświęconą Mikołajowi z Ryńska oraz kilkoma drzewami-pomnikami przyrody.
- grodzisko z IX–XV w. (około 1,5 km od wsi)
- Kościół pw. Najświętszego Serca Pana Jezusa, wzniesiony został na początku XX w. w stylu neogotyckim. Zachował się w nim pierwotny wystrój wnętrza.
- polskie betonowe schrony bojowe z 1939 roku, od strony Torunia
- młyn z końca XIX w.
- czworaki z lat 70. XIX wieku

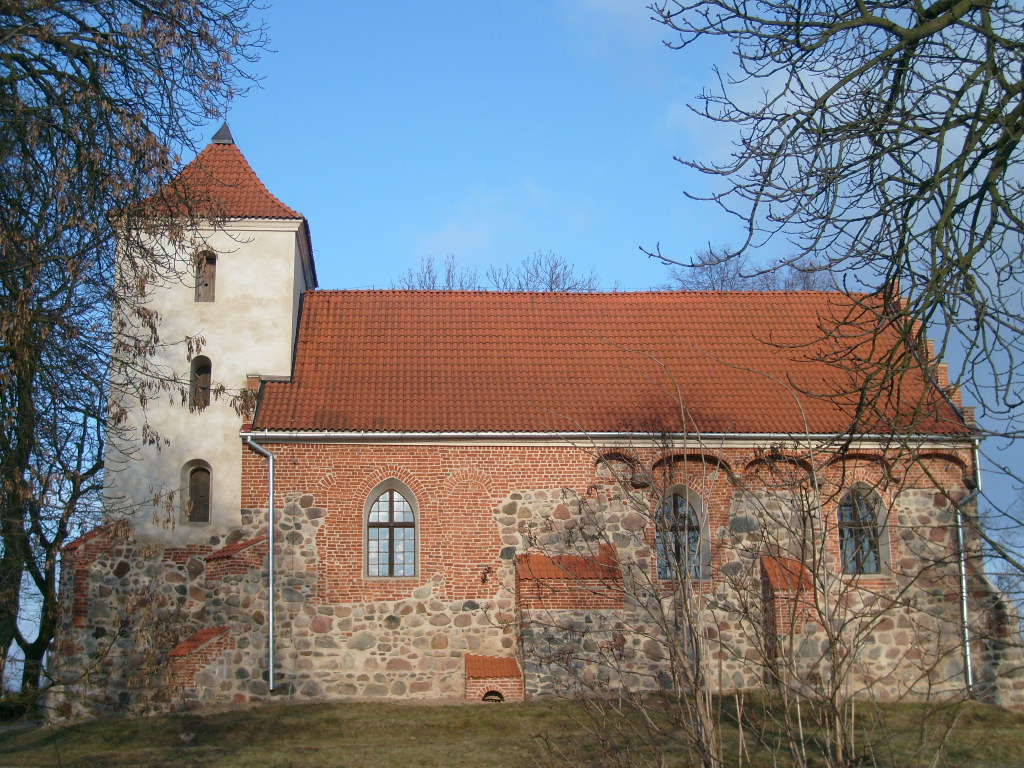
Kościół pw. św. Wawrzyńca
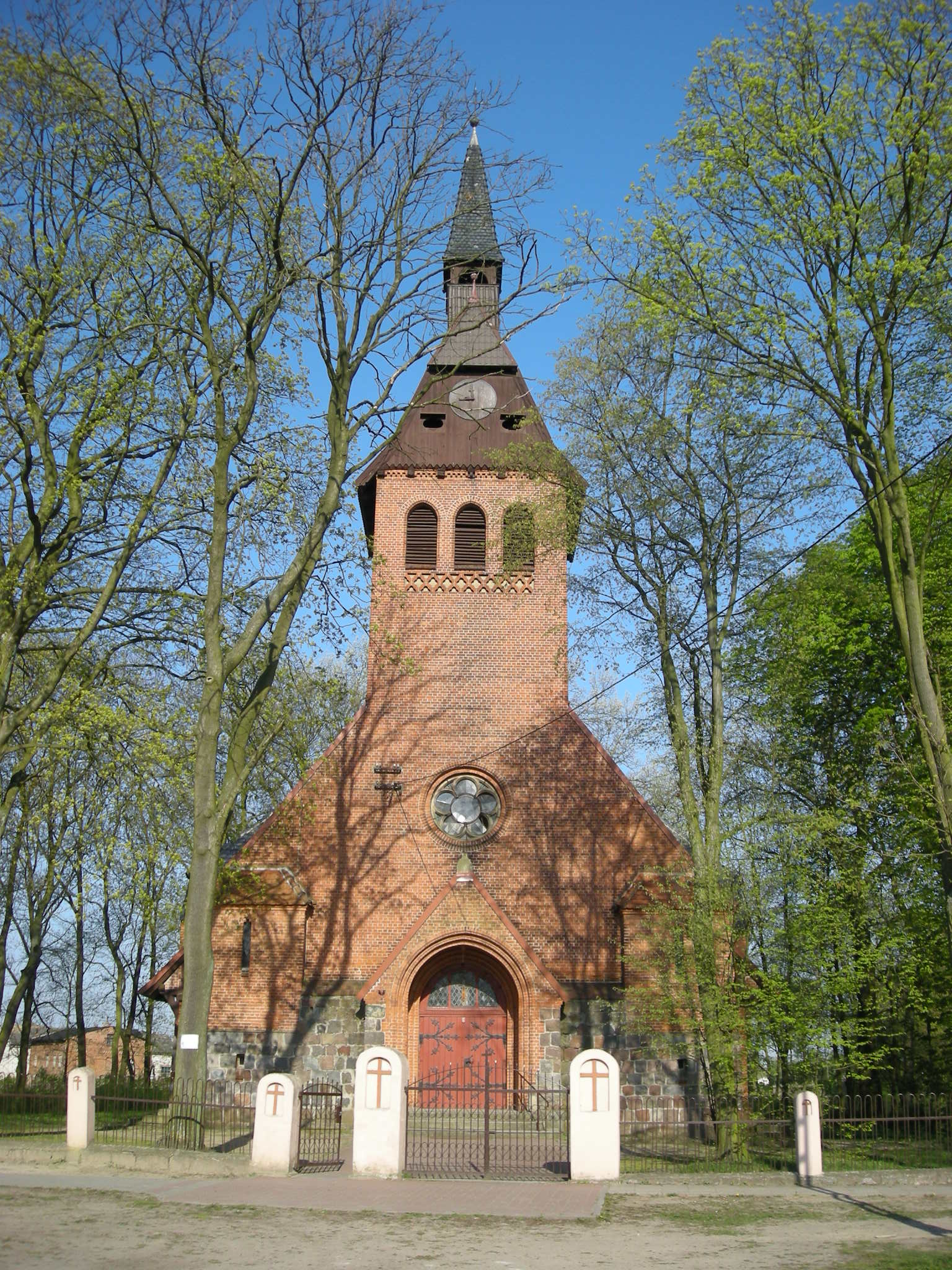
Kościół pw. Najświętszego Serca Pana Jezusa
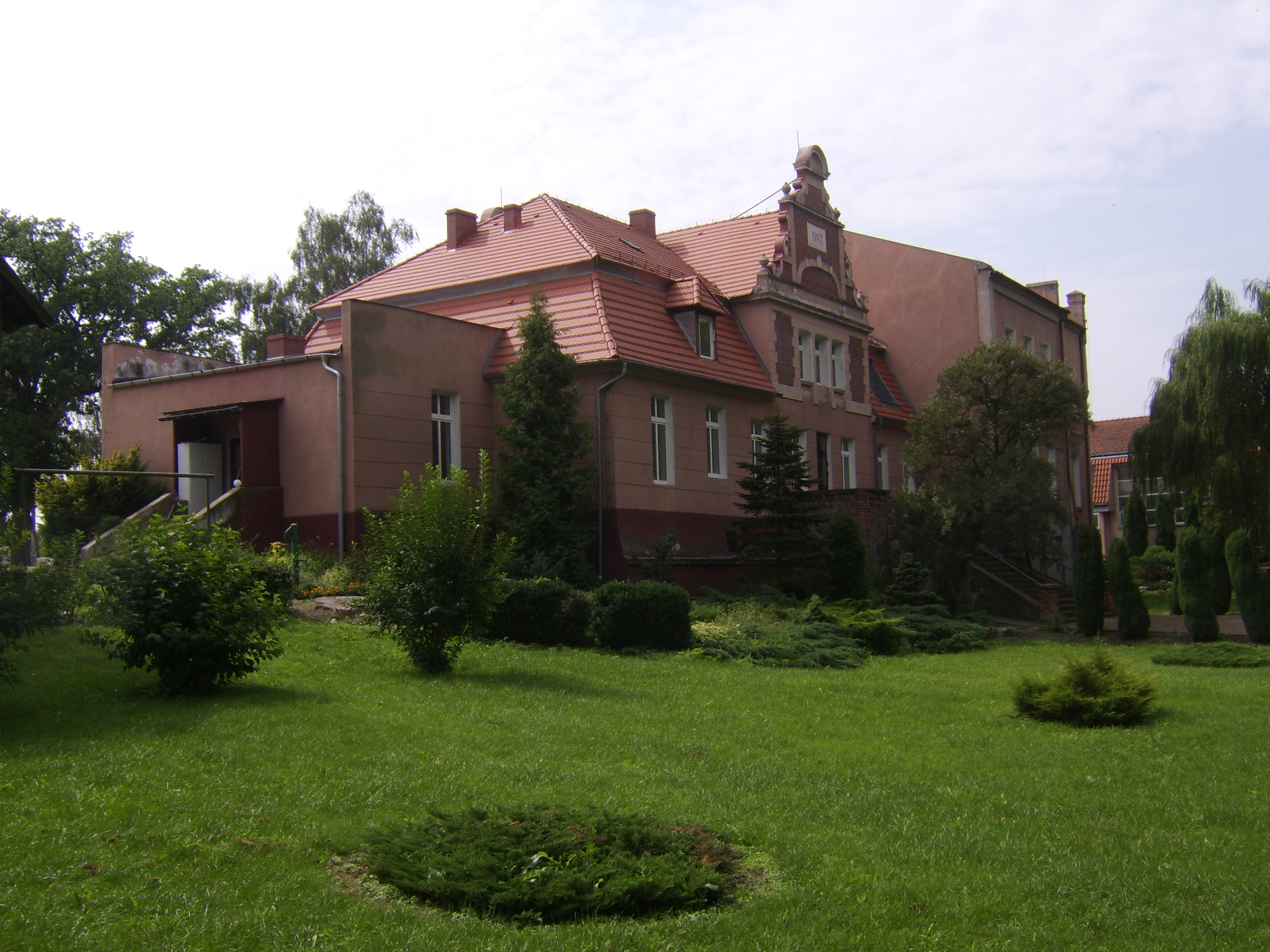
Pałac
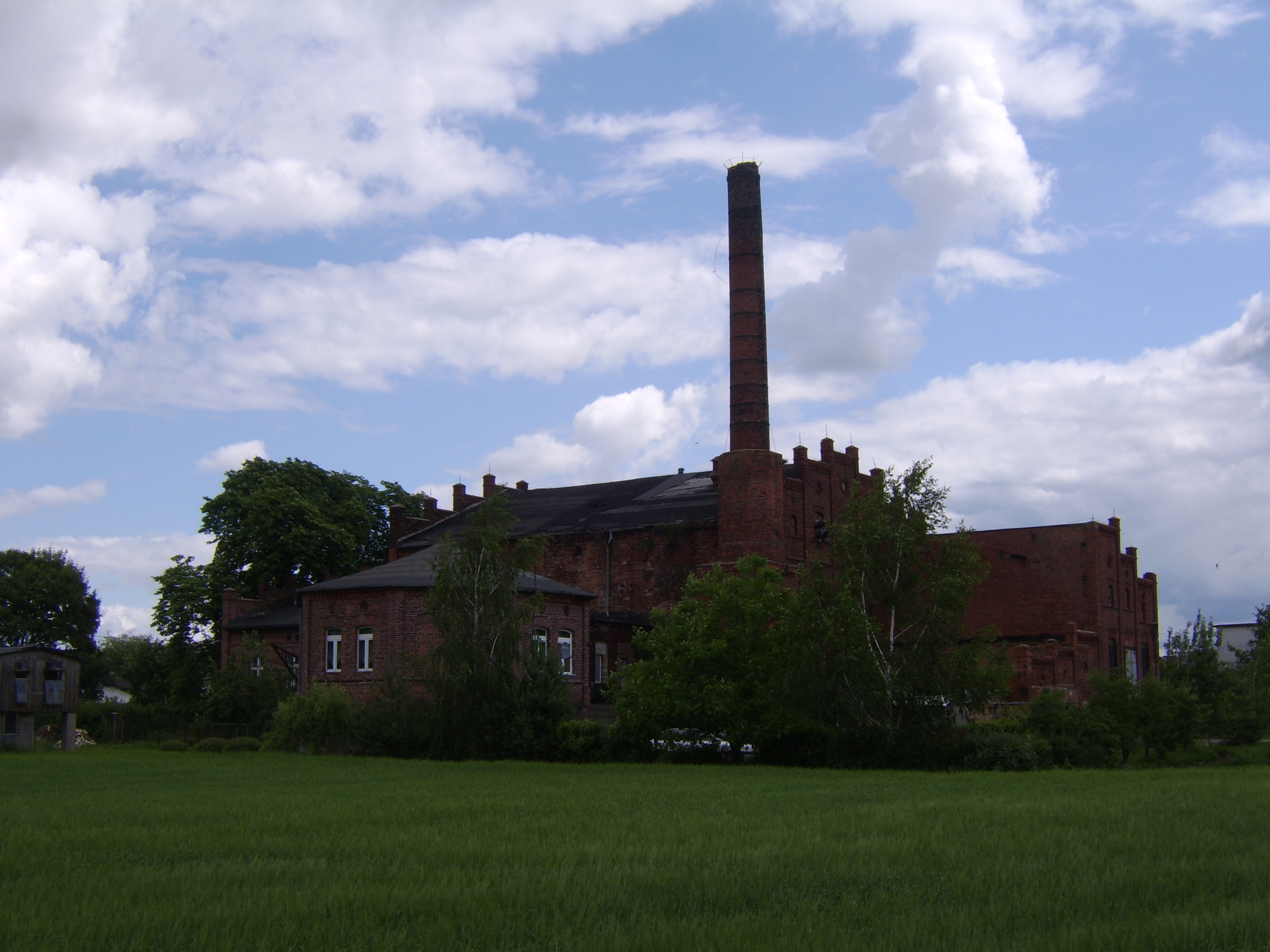
Młyn
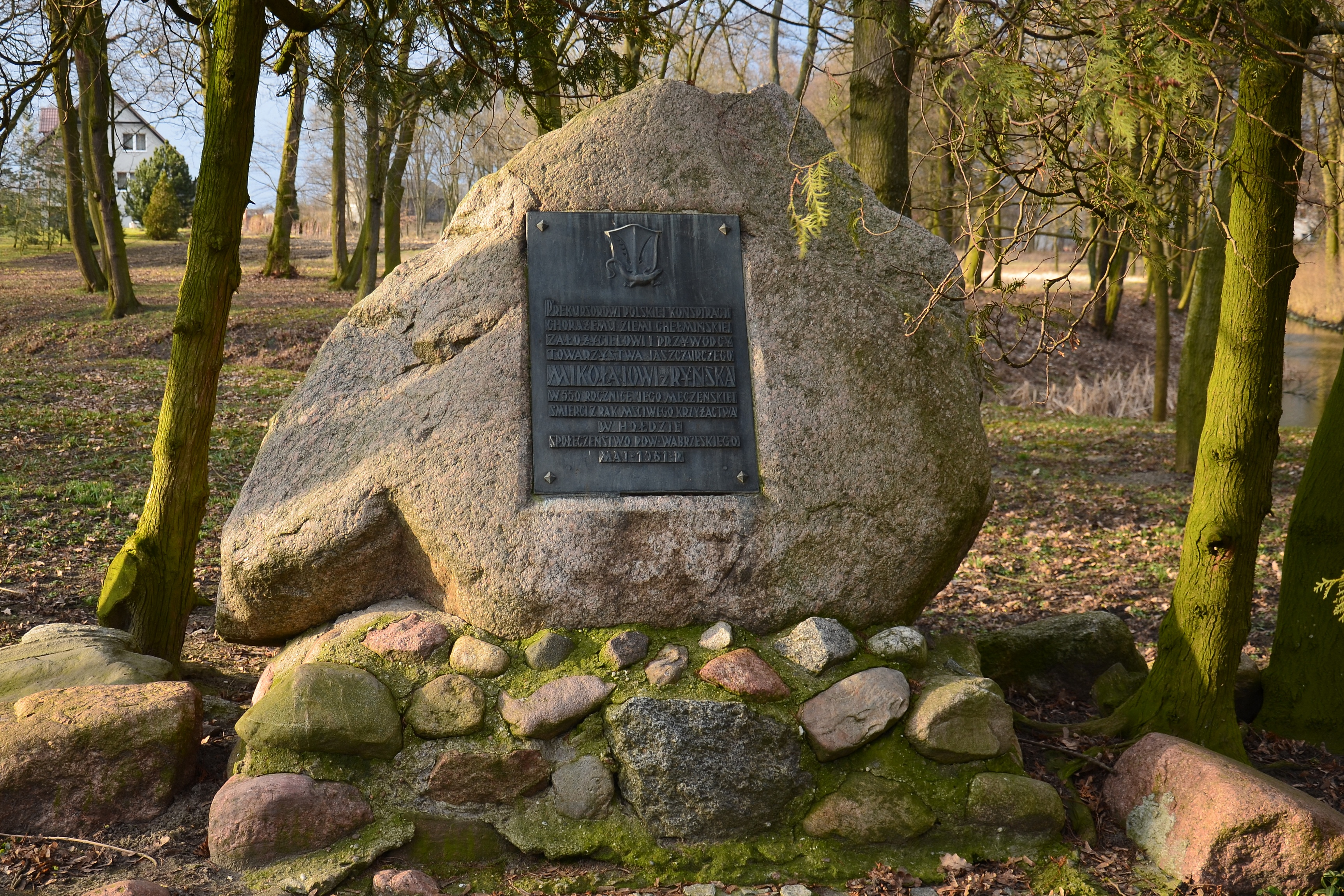
Głaz z tablicą na cześć Mikołaja z Ryńska

## Szkoły
W Ryńsku znajduje się Szkoła Podstawowa im. Mikołaja z Ryńska. Budynek, w którym mieści się Szkoła Podstawowa ma około 200 lat i był dawniej siedzibą rodziny Działyńskich. Na tyłach gmachu można zobaczyć przypuszczalną datę budowy. Obok znajduje się zbudowane w 1999 r. gimnazjum, które od 2005 roku nosi imię Jana Pawła II. W budynku znajduje się hala sportowa. Co roku 13 października obchodzona jest rocznica nadania imienia szkole. Z tej okazji urządzany jest festyn.